# Wormaldia muoimot
Wormaldia muoimot är en nattsländeart som beskrevs av Malicky 1995. Wormaldia muoimot ingår i släktet Wormaldia och familjen stengömmenattsländor. Inga underarter finns listade i Catalogue of Life.